# Mount Fiedler
Mount Fiedler är ett berg i Antarktis. Det ligger i Västantarktis. Inget land gör anspråk på området. Toppen på Mount Fiedler är 1 140 meter över havet.
Terrängen runt Mount Fiedler är platt åt sydväst, men åt nordost är den kuperad. Trakten är obefolkad. Det finns inga samhällen i närheten.